# ベトコムバンク
ベトコムバンク(ベトナム語：Ngân hàng thương mại cổ phần Ngoại thương Việt Nam / 銀行商賣股份外商越南、英語：Vietcombank(VCB)）あるいはベトナム外商銀行は、ベトナムの銀行。

1981年3月26日設立。かつては国営のメガバンクであったが、2006年5月23日に民営化され、約12兆1008億ドンの資本金で商業株式銀行となった。本店はハノイにある。ホーチミン証券取引所上場企業。

## 関連会社
- ベトコムバンク証券 (Vietcombank Securities Co.,Ltd (VCBS))